# Rugosa
Die Rugosa (Syn.: Tetracorallia) sind eine ausgestorbene Unterklasse der Hexacorallia, die vom mittleren Ordovizium bis zum späten Perm an der Riffbildung beteiligt waren. Der deutsche Name „Runzelkorallen“ („rugosen Korallen“) entspricht dem lateinischen Namen und nimmt Bezug auf die runzelige Außenhülle (lat. rugosus – faltig, runzelig). Die Bezeichnung „Tetracorallia“ (tetra (τετρα) – vier) verdanken die Tiere ihrem vierstrahligen, achsensymmetrischen Bauplan.
Zusammen mit den tabulaten Korallen (Tabulata) waren die Rugosa die ersten Riffbildner unter den Blumentieren. Zusammen mit den Tabulata und Stromatoporen  bildeten sie im Silur und Devon die größten Riffe im Paläozoikum, die sogenannten Tabulaten-Stromatoporen-Riffe.
Etwa 75 Prozent aller Rugosa waren solitäre Arten, die übrigen bildeten Kolonien.
Solitäre Rugosa werden wegen ihres charakteristischen Skeletts auch als Hornkorallen (nicht zu verwechseln mit den auch als Hornkorallen bezeichneten Gorgonien) bezeichnet. Die größten erreichten einen Durchmesser von 14 Zentimeter und eine Länge von fast einem Meter. Kolonien konnten vier Meter im Durchmesser erreichen.
Es ist nicht zu beweisen, ob rugose Korallen wie viele heutige Korallen mit symbiotischen Algen (Zooxanthellen) zusammenlebten.
Im Oberdevon kam es im Verlauf wiederholter starker Meeresspiegelanstiege zum Massenaussterben von Rugosa und Tabulata, 90 Prozent der Flachwasser- und 50 Prozent der Tiefwasserformen verschwanden. Sie erholten sich nicht mehr davon. Beim großen Massenaussterben an der Perm/Trias-Grenze starben sie bis auf wenige Gattungen der Unterordnung Streptelasmatina wie viele andere Lebewesen endgültig aus.
Die im Vergleich zu rezenten, also heute lebenden, Korallen erhöhte Anzahl der Wachstumsringe im Skelett der Rugosa ist ein Indiz für die Annahme, dass die Geschwindigkeit der Erdrotation in geologischer Vergangenheit höher war als in der Gegenwart. Im Devon dauerte ein Tag demnach etwa 22 Stunden und ein Jahr hatte somit 396 Tage.

## Systematik

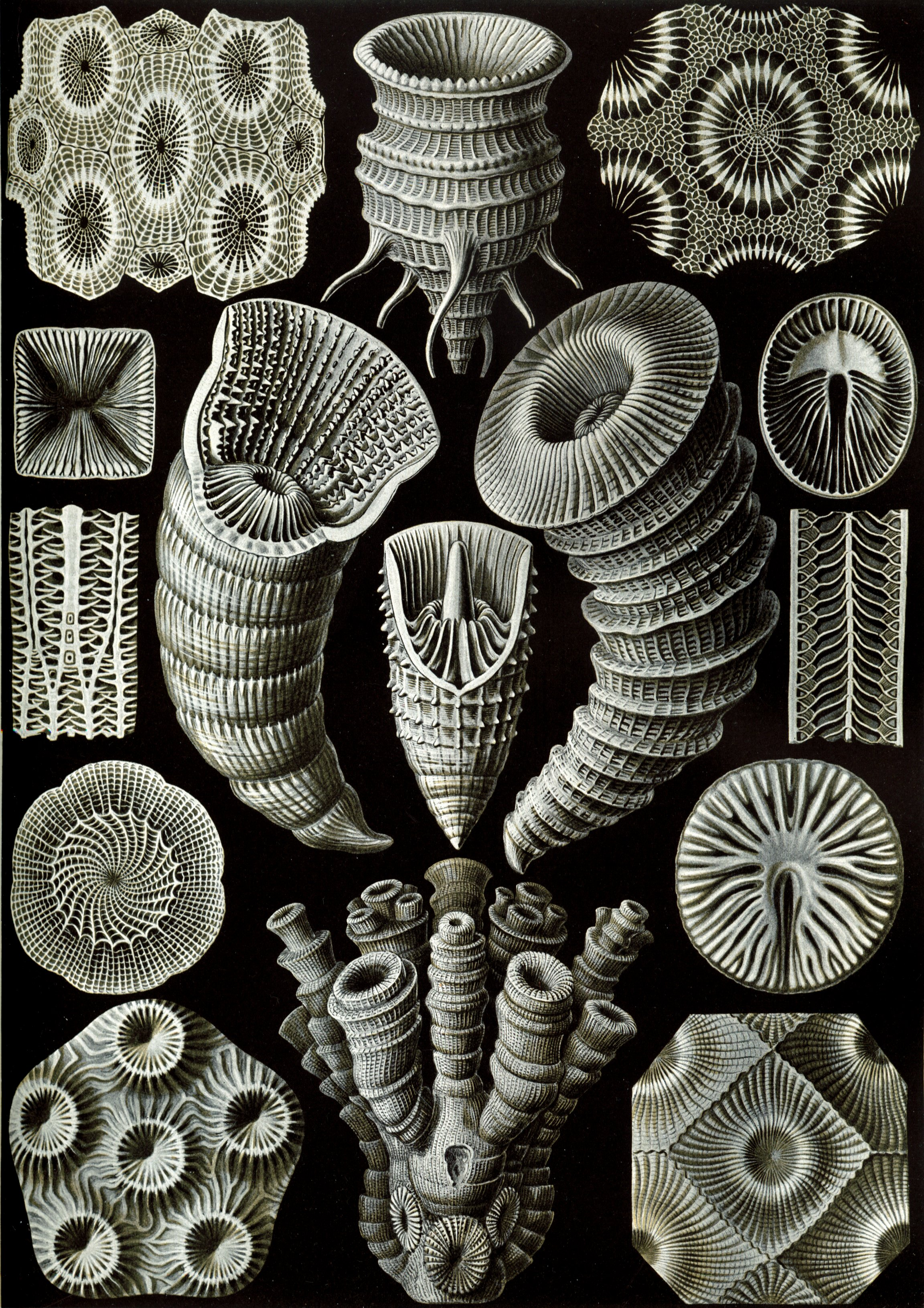
Solitäre und Kolonie bildende Rugosa in Ernst Haeckels Kunstformen der Natur von 1904

In der ersten Ausgabe des „Treatise on Invertebrate Paleontology Part F. Coelenterata“ von 1956 wurden die Rugosa als Gruppe der Zoantharia im Rang einer Ordnung gewertet. Dorothy Hill unterschied in dieser Ausgabe auf Basis von Skelettmerkmalen drei Unterordnungen:
- Unterordnung: Columnariina (Ordovizium – Perm)
- Unterordnung: Cystiphyllina (Ordovizium – Devon)
- Unterordnung: Streptelasmatina (Ordovizium – Perm)

Im 1981 veröffentlichten „Supplement 1 - Rugosa and Tabulata“ zum „Part F“ des „Treatise on Invertebrate Paleontology“ revidierte Hill diese Systematik. Die Rugosa wurden nun als eigenständige Unterklasse der Anthozoa gewertet. Die Gruppe der Cystiphyllina wurde im Rang einer Ordnung (Cystiphyllida) ohne weiter Unterordnungen beibehalten. Columnariina und Streptelasmatina wurden dagegen in einer gemeinsamen Ordnung Stauriida mit insgesamt 14 weiteren Unterordnungen zusammengefasst:
- Unterklasse: Rugosa
  - Ordnung: Cystiphyllida (Ordovizium – Devon)
  - Ordnung: Stauriida (Ordovizium – Perm)
    - Unterordnung: Stauriina
    - Unterordnung: Streptelasmatina
    - Unterordnung: Calostylina
    - Unterordnung: Metriophyllina
    - Unterordnung: Arachnophyllina
    - Unterordnung: Ketophyllina
    - Unterordnung: Ptenophyllina
    - Unterordnung: Lycophyllina
    - Unterordnung: Columnariina
    - Unterordnung: Cyathophyllina
    - Unterordnung: Stereolasmatina
    - Unterordnung: Plerophyllina
    - Unterordnung: Caniniina
    - Unterordnung: Aulophyllina
    - Unterordnung: Lithostrotionina
    - Unterordnung: Lonsdaleiina